# Windward Islands People's Movement
De Windward Islands People's Movement (WIPM) is een politieke partij op Saba die sinds de eilandsraadsverkiezingen van 2015 met drie op vijf zetels de meerderheid uitmaakt op het Caribische eiland. Samen met de oppositionele Saba Labour Party is de WIPM een van de twee actieve partijen op Saba. De partij was in het verleden ook actief op Sint Eustatius en Sint Maarten.

## Nederlandse Antillen
De Windward Islands People's Movement werd in september 1970 opgericht op Sint Maarten. Op Saba werd in oktober een afdeling opgericht en er kwam ook een afdeling op Sint Eustatius. De afdelingen van Saba en Sint Eustatius wonnen in 1971 de verkiezingen; op Sint Maarten eindigde de WIPM op de tweede plaats, achter de Democratische Partij. Alleen de Sabaanse afdeling is uiteindelijk blijven bestaan.
Tot de ontmanteling van de Nederlandse Antillen in 2010 deed de partij zowel mee aan de eilandsraadverkiezingen als aan die voor de enige zetel van Saba in de Staten van de Nederlandse Antillen. Van de twee partijen op Saba is de WIPM doorgaans de regeringspartij, en ze haalde bijgevolg ook meestal de Sabaanse zetel in de Nederlands-Antilliaanse Staten binnen. Met Leo Chance leverde de WIPM in 1977 zelfs kortstondig de premier van de Nederlandse Antillen.

## Nederland
Toen Saba op 10 oktober 2010 een bijzondere gemeente van Nederland werd, bleef de eilandsraad van 2007 (waarin de WIPM vier van de vijf zetels bezette) aan tot de eilandsraadsverkiezingen van 2011. Deze verkiezingen veranderden niets aan de samenstelling van de eilandsraad. In de verkiezingen van 2015 verloor de WIPM-kandidate Amelia Nicholson haar zetel aan SLP-kandidate Monique Wilson. Hiermee werd de WIPM, nog steeds de grootste partij, teruggeworpen op een meerderheid van drie op vijf zetels.
Bij de Tweede Kamerverkiezingen van 2017, de eerste waaraan de Sabanen konden deelnemen, riep voormalig WIPM-partijleider Will Johnson op om voor de SP te stemmen. Deze keuze was gedreven door het SP-voorstel om de pensioenleeftijd tot 65 jaar terug te brengen.
Bij de verkiezingen van 2019 haalde de WIPM een historische overwinning; de partij haalde alle vijf de zetels in de eilandsraad binnen. Op 1 juni 2022 kondigde eilandsraadslid Hemmie van Xanten aan met de partij te breken en als onafhankelijk raadslid zijn termijn uit te zitten. Hiermee is er weer een oppositiepartij in de eilandsraad.